# Glaskokille
Als Glaskokille wird in der Kerntechnik eine Kokille bezeichnet, die mit verglasten hochradioaktiven Abfällen aus der Wiederaufarbeitung gefüllt wird. Sie wird oft auch als „HAW-Kokille“ oder „HAW-Glaskokille“ bezeichnet, HAW ist die Abkürzung für englisch High Active Waste. Allgemein versteht man unter einer Kokille eine Form zum Gießen metallischer Werkstoffe. Sie dient zum Transport und zur Lagerung.

## Herstellung
Glaskokillen enthalten die bei der Wiederaufbereitung nicht wieder verwertbaren Spaltprodukte aus abgebrannten Kernbrennelementen und werden in Verglasungsanlagen produziert, die den Wiederaufarbeitungsanlagen (z. B. La Hague, Sellafield, Tscheljabinsk, Tokai-mura, Karlsruhe) angegliedert sind. Dort wird zur Konditionierung das mit dem hochradioaktiven Flüssigabfall vermischte Borosilikatglas (siehe HAW-Verglasung) in zylindrische Behälter aus Edelstahl gefüllt und erstarrt beim Abkühlen. Anschließend wird die Kokille mit einem Edelstahldeckel verschweißt und äußerlich dekontaminiert.
Die zylinderförmige Kokille hat je nach Art einen Durchmesser von 43 Zentimeter und eine Höhe von 1,34 Meter. Sie kann ca. 400 Kilogramm (150 Liter) Glasprodukt aufnehmen. Das entspricht der Menge an Spaltprodukten aus drei bis vier wiederaufgearbeiteten Druckwasserreaktor-Brennelementen. Die aus der französischen Wiederaufarbeitungsanlage La Hague im Rahmen der vertraglichen Verpflichtungen nach Deutschland zurückgelieferten Glaskokillen haben eine Höhe von ca. 1,50 Metern und enthalten rund 180 Liter Glas. Das Verglasungsverfahren in Sellafield baut auf dem französischen Verfahren auf. Auch die Glaskokillen haben nahezu dieselben Abmessungen.

## Transport und Lagerung
In den kommenden Jahren werden mit Atommülltransporten insgesamt 3556 Glaskokillen mit Abfällen aus deutschen Kernkraftwerken aus Frankreich zurücktransportiert; aus Sellafield werden etwa 1092 Glaskokillen erwartet.
Die Glaskokillen werden in der Wiederaufbereitungsanlage wegen ihrer hohen Nachzerfallswärmeleistung zunächst zwischengelagert. Danach wurden sie für den Transport nach Deutschland üblicherweise in Transport- und Lagerbehälter eingestellt und zum Brennelemente-Zwischenlager Gorleben gebracht. Beim Rücktransport haben die hochradioaktiven Glaskokillen an der Oberfläche noch eine Temperatur von 150 bis 180 °C. Im Inneren sind es sogar mehr als 400 °C. Sie sollen in den Transportbehältern weitere 20 bis 30 Jahre im Zwischenlager abklingen. Zur eventuellen Endlagerung ist vorgesehen, die Glaskokillen wieder aus den Transportbehältern herauszunehmen und in Einlagerungsbehälter umzuverpacken.
Es wurden bis 2006 zwei Behältertypen eingesetzt: CASTOR HAW20/28CG und TS28V. Diese beiden Transport- und Lagerbehälter können – abhängig von der Wärmeleistung der Abfälle – 20 oder 28 Glaskokillen aufnehmen.
Die nach 2006 aus La Hague zurückzuführenden Glaskokillen haben eine höhere Wärmeleistung von bis zu 2 kW aufgrund höheren Abbrands der wiederaufgearbeiteten Brennelemente. In die bisher verwendeten Behälter hätten deswegen nur jeweils 20 Kokillen eingebracht werden können. Damit wäre gegenüber einer Beladung mit 28 Kokillen die Zahl der benötigten Behälter erheblich angestiegen und mindestens zwei zusätzliche Rückführungstransporte nötig gewesen. Um dies zu vermeiden, wurden in Frankreich neue Behälter mit der Bezeichnung TN 85 entwickelt, die für eine maximale Wärmeleistung von 56 kW ausgelegt sind.
Mit dem Atommülltransport im November 2008 wurden elf Behälter vom neuen Typ TN 85 mit jeweils 28 Kokillen von La Hague nach Gorleben transportiert. Beim Folgetransport im November 2010 kamen zehn Behälter vom Typ CASTOR HAW28M und einer vom Typ TN 85 mit ebenfalls jeweils 28 Kokillen zum Einsatz.

## Sicherheit
An der Sicherheit von Glaskokillen wurden Zweifel erhoben. So könnten die Glaskokillen bersten, wenn Wasser eintritt. Entsprechende Versuche zur genauen Bemessung der Risiken bei Kontakt der Kokillen mit Wasser wurden bisher nicht publiziert.

## Verwertung
Eine Verwertung des Energieaustrags der Glaskokillen beispielsweise für Niedertemperatur-Wärmetauscher wurde bisher nicht untersucht.